# 白井遠平
白井 遠平（しらい えんぺい、1846年5月24日（弘化3年4月29日）- 1927年（昭和2年）10月9日）は、明治から大正期の実業家、政治家。衆議院議員。旧姓・佐藤、幼名・常松。

## 経歴
父・佐藤愛之助（幸助）は三春藩領陸奥国田村郡菅谷村（現田村市）の名主を務めていたが、天保の大飢饉の際に藩主の許可を得ずに蔵米の放出を行ったため一家で他国に逃れた。その後、下野国芳賀郡真岡（現栃木県真岡市）の円林寺の寺代官となり、その地で遠平は誕生した。その後一家は水戸藩の西丸帯刀の食客となり、遠平は松霜塾で学問を修めた。1856年（安政3年）陸奥国磐城郡上小川村（福島県石城郡上小川村、小川町を経て現いわき市）の名主、酒造業・白井佐平太の死跡を継いで一家養子となり白井に改名した。磐城平藩の学者神林復所の塾で学んだ。元服して遠平を名乗り、15歳で父に代わり名主代勤に任じられた。戊辰戦争では平藩の討伐軍に加わった。
1877年（明治10年）副区長に就任。河野広中と民会編成に取り組む。1878年（明治11年）政治団体・興風社の設立し社長となるが、1879年（明治12年）磐城郡長に就任。間もなく郡長を辞し、1880年（明治13年）福島県会議員に選出された。1880年（明治13年）の自由党創立協議会に出席し『福島自由新聞』の発起人となったが自由党には加盟しなかった。1882年（明治15年）の三島通庸と対立した県会には欠席していたが、反三島の姿勢を鮮明にしていたため、福島事件で逮捕され、若松で2か月ほど投獄され、1883年（明治16年）2月に国事犯として東京に移送され石川島監獄に収監されたが、同年4月下旬に無罪となり出獄した。
その後、政治姿勢を転換し1885年（明治18年）福島県会副議長となり、1886年（明治19年）石城郡長、西白河郡長を歴任。1890年（明治23年）7月、第1回衆議院議員総選挙に福島県第五区から出馬して当選し、吏党の大成会に所属した。1892年（明治25年）2月、第2回総選挙では、河野広中の落選を図り福島県第三区に転じて出馬したが、河野は当選し白井は落選した。
その後、実業界に転じ、常磐炭鉱の開発、常磐鉄道の経営を行い、入山炭鉱社長、好間炭礦社長、東洋木材取締役、興業貯蓄銀行取締役、日本窯業監査役、帝国冷蔵監査役などを務めた。
政界では第3回、第4回総選挙で落選した後は静観していたが、事業で成功してから立憲政友会に入党し、1915年（大正4年）3月、第12回総選挙で福島県郡部から出馬して当選し、衆議院議員を通算2期務めた。

## 伝記
- 草野馨・四條七十郎『白井遠平伝』白井遠平伝記刊行会、1953年。
- 高萩精玄『福島人物の歴史 第10巻』歴史春秋社、1983年。

## 親族
- 長男 白井博之（衆議院議員）[2]